# Жембред
Жембре́д (фр. Gimbrède) — коммуна во Франции, находится в регионе Юг — Пиренеи. Департамент — Жер. Входит в состав кантона Мираду. Округ коммуны — Кондом.
Код INSEE коммуны — 32146.

## География

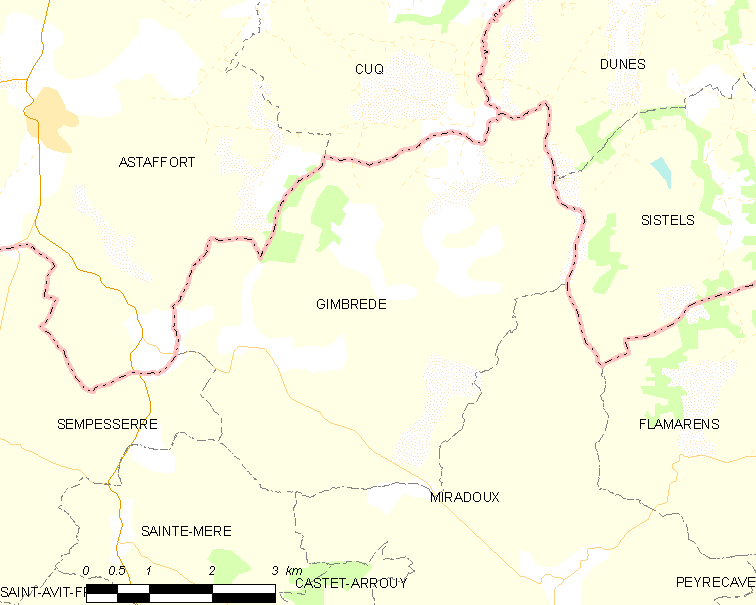
Карта коммуны

Коммуна расположена приблизительно в 550 км к югу от Парижа, в 80 км северо-западнее Тулузы, в 50 км к северу от Оша.
По территории коммуны протекает река Ору.

## Климат
Климат умеренно-океанический. Лето жаркое и немного дождливое, температура часто превышает 35 °С. Зимой часто бывает отрицательная температура и ночные заморозки. Годовое количество осадков — 700—900 мм.

## Население
Население коммуны на 2010 год составляло 336 человек.
| 1962 | 1968 | 1975 | 1982 | 1990 | 1999 | 2010 |
| ---- | ---- | ---- | ---- | ---- | ---- | ---- |
| 409  | 365  | 315  | 292  | 285  | 288  | 336  |

## Администрация
| Период | Период | Фамилия         | Партия | Примечания |
| ------ | ------ | --------------- | ------ | ---------- |
| 1977   | 1995   | Франсуа Карезьо |        |            |
| 1995   | 2020   | Ален Дюмо       |        |            |

## Экономика
В 2010 году среди 197 человек трудоспособного возраста (15-64 лет) 142 были экономически активными, 55 — неактивными (показатель активности — 72,1 %, в 1999 году было 71,3 %). Из 142 активных жителей работали 137 человек (72 мужчины и 65 женщин), безработных было 5 (1 мужчина и 4 женщины). Среди 55 неактивных 10 человек были учениками или студентами, 25 — пенсионерами, 20 были неактивными по другим причинам.

## Достопримечательности
- Церковь XII века. Исторический памятник с 1990 года[4]
- Замок Руйак[фр.] (XIV век)